# Gråsjälsgrynnan, Korsnäs
Gråsjälsgrynnan är öar i Finland. De ligger i Norra kvarken och i kommunen Korsnäs i landskapet Österbotten, i den västra delen av landet. Öarna ligger omkring 37 kilometer sydväst om Vasa och omkring 370 kilometer nordväst om Helsingfors.
Arean för den av öarna koordinaterna pekar på är 4,1 hektar och dess största längd är 370 meter i nord-sydlig riktning.

## Klimat
Inlandsklimat råder i trakten. Årsmedeltemperaturen i trakten är 4 °C. Den varmaste månaden är augusti, då medeltemperaturen är 16 °C, och den kallaste är februari, med −6 °C.